# Fernand Verstraete
Fernand Verstraete est un officier général de l'armée belge, ayant combattu pendant la Première Guerre mondiale et la Seconde Guerre mondiale.  

## Biographie
Fernand Verstraete est né à Anvers le 7 juillet 1875. Il est le fils de Georges Verstraete, lui-même officier dans l'armée belge. 
Il entre à l'école royale militaire en 1899 et en ressort classé dans l'artillerie, arme au sein de laquelle il combattra pendant la Première Guerre mondiale. Il sera cité à l'ordre de l'armée à deux reprises, et son attitude au feu lui vaudra finalement la croix de chevalier de l'Ordre de Léopold avec palme le 28 février 1917.

### Dans l'entre-deux-guerres
Après la Grande Guerre, il commande le 8ème régiment d'Artillerie belge. Dans ces fonctions, il est fait Officier de l'Ordre de la Légion d'Honneur le 25 octobre 1929.
Élevé au grade de Major général le 26 mars 1931 puis de Lieutenant général le 26 mars 1934, il est nommé inspecteur général de l'Artillerie. A ces fonctions, il prend une part active dans la modernisation de l'armée belge, rendue nécessaire par les dommages de la Première Guerre mondiale et la menace grandissante générée par l'Allemagne. Il préconise notamment le remplacement des chars chenillés par des camions à roue dédiés, pour tracter les canons d'artillerie, et acheminer les munitions plus rapidement et en plus grand nombre.
Touché par la limite d'âge, il est rayé des cadres le 10 janvier 1937.

### La Seconde Guerre mondiale
Le 1er septembre 1939, l'Allemagne envahit la Pologne. Tenant jusqu'ici à sa neutralité, affirmée en 1936, la Belgique décrète néanmoins la mobilisation générale le même jour, qui lui permet de compter sur 600 000 hommes répartis en sept Corps d'Armée.  Dans ce contexte et fort de son expérience, le général Verstraete est rappelé aux côtés du roi Léopold III pour commander le VIe Corps d'Armée au Grand quartier général de Bruxelles. Composé des 5e, 10e et 16e divisions d'infanterie, le VIe Corps du général Verstraete sera engagé du 23 au 28 mai 1940 dans la bataille de la Lys[réf. souhaitée], plus importante bataille de l'armée Belge en 1940. La perte de cette bataille entraine la chute de la Belgique.
Le 28 mai 1940, Leopold III décide la reddition. La capitulation est signée à 10h30 par le général Derousseaux.
Fernand Verstraete est mis hors d'activité et s'éteint à Bruxelles trois ans plus tard, le 6 mai 1943.

## Décorations
Le général Fernand Verstraete était titulaire des décorations suivantes :
- Grand Officier de l'Ordre de Léopold (Division militaire)[5] ;
- Grand Officier de l'Ordre de la Couronne (Belgique)[6] ;
- Officier de l'Ordre de la Légion d'Honneur[7];
- Chevalier de l'ordre de Léopold (avec Palme)[8] ;
- Croix de Guerre (deux Palmes)[6].